# Centaurea nana
Centaurea nana — вид квіткових рослин айстрових (Asteraceae). Ареал: Марокко, Алжир.

## Середовище
Населяє кам'янисті луки.

## Морфологічна характеристика
Це напівкущик 3–8 см заввишки, без стебла. Листки великі, черешкові, цілокраї, ліроподібні або перистороздільні. Квіткова голова яйцевидно-конічна, 2 см, на короткій ніжці. Філярії яйцеподібні, з гострим кінчиком. Квітки жовті. Період цвітіння: літо.